# Dokuwiki
DokuWiki és un programa per a la gestió de llocs webs col·laboratius de tipus wiki, escrit en el llenguatge de programació PHP i distribuït en codi obert sota la llicència GPL. Està pensat per ser utilitzat per grups de desenvolupadors en general i petites companyies. La seva sintaxi és semblant a la de MediaWiki, encara que, a diferència d'aquest programa, la informació es desa en fitxers de text plans, raó per la qual no requereix l'ús d'una base dades. Andreas Göhr a juny del 2004 va crear aquest programa.

## Requisits
Entre les principals característiques d'aquest programes, destaquen:
- Gestió d'espais per continguts (namespaces) que permeten l'emmagatzemament dels documents.
- Suport per a imatges i altres continguts multimèdia.
- Índex de continguts automatitzats.
- Control de versions.
- Corrector ortogràfic opcional.
- Interfície traduïda a múltiples idiomes, incloent-hi el català.
- Possibilitat d'utilitzar plantilles de disseny.
- Disponibilitat de complements (plugins) per estendre la funcionalitat.
- Control de bloquejos per a solucionar problemes de concurrència.
- Gestió d'usuaris.
- Cerca de text.
- No necessita una base de dades. És possible accedir directament a les pàgines del web des del sistema de fitxers.
- Suport de caràcters internacionals en el continguts i les adreces web (URL).
- Codificació del text UTF-8
- Gestió d'usuaris propis o integrada amb LDAP, mySQL, Postgres amb nivells de permisos mitjançant control de llistes d'accés ACL.
- Catxe de pàgines. Dokuwiki emmagatzema temporalment el resultat de convertir una pàgina original a HTML per millorar-ne l'eficàcia.
- Servidor de pàgines WEB amb suport de PHP: preferentment Apache encara que s'admeten altres alternatives.
- PHP versió 4.3.3 o superior. Es recomana 4.3.10 o superior. També està suportat el PHP 5.
- Es recomana disposar de les extensions gràfiques GD2 incloses en determines versions de PHP.[1]